# Frank Godwin
Pour les articles homonymes, voir Godwin.
Frank Godwin (de son vrai nom Francis Godwin) né le 20 octobre 1889 à Washington et mort le 5 août 1959 est un auteur de bande dessinée américain surtout connu pour ses séries Connie et Jo Lumière, ainsi que ses illustrations (livres, publicité, etc.).

## Série de bande dessinée
En 1938, il remplace Kemp Starrett sur la bande dessinée officielle des boy-scout américains, Roy Powers, Eagle Scout publiée dans Hop-Là! sous le titre La Patrouille des Aigles. Les séries les plus connus de l'auteur sont Connie (parfois appelée Cora et Diane Détective en France) de 1927 à 1944 et Jo Lumière (Rusty Riley) de 1948 à 1959, séries qui ont un petit succès en France.

## Style
Son dessin très réaliste inspiré par la gravure classique le distinguait de la plupart de ses confrères. En Belgique, André Franquin et Morris furent de grands admirateurs de Godwin.